# Anaconda (canción)
«Anaconda» es una canción interpretada por la rapera, compositora y cantante trinitense, Nicki Minaj de su tercer álbum de estudio The Pinkprint. Fue lanzada el 4 de agosto de 2014 bajo los sellos Young Money Entertainment, Cash Money Records y Republic Records como segundo sencillo del álbum. La canción fue producida por Polow da Don, DJ Spider y Da Internz, y contiene fragmentos de «Baby Got Back» (lanzado en 1992) por Sir Mix-a-Lot.
La canción alcanzó la segunda posición del Billboard Hot 100. También alcanzó su mayor pico en el top diez en Australia, Canadá, Irlanda, Nueva Zelanda y el Reino Unido.
Colin Tilley dirigió el vídeo que acompañó el sencillo, y que fue lanzado el 19 de agosto de 2014. Seguido del estreno, el vídeo rompió el récord de mayor cantidad de reproducciones en Vevo durante sus primeras 24 horas, acumulando 19.6 millones de vistas en su primer día, récord que fue posteriormente roto en 2015 por el vídeo «Bad Blood» de Taylor Swift. En 2021, «Anaconda» se convirtió en el primer vídeo solista por una artista de rap femenina en acumular las mil millones de vistas. Para la promoción de la canción, Minaj la interpretó en vivo durante los MTV Video Music Awards 2014, el Fashion Rocks y el iHeartRadio Music Festival. «Anaconda» fue nominada a Mejor canción de Rap en los Prmemios Grammy de 2015. También fue nominada en dos categorías a los MTV Video Music Awards de 2015, siendo a Mejor Vídeo Femenino y Mejor Vídeo de Hip-Hop, ganando la última.

## Antecedentes y desarrollo
El 6 de junio de 2014 un fan le preguntó a Minaj si «Pills n Potions» sería la única canción que lanzaría antes de lanzar el álbum, a lo que su respuesta fue "no". El 2 de julio, durante una sesión de preguntas y respuestas en Twitter, un fan le preguntó a Minaj si podía compartir alguna pista sobre el siguiente sencillo a lo que ella respondió, "¡PUTO CUERPO DURO!", señalando a su vez que no tendría ninguna colaboración. El 23 de julio, Minaj hizo una nueva sesión de preguntas donde dio a conocer que el título de la canción era una palabra que empieza y termina con la letra "A" y su segunda letra es "N". También confirmó que poseía una sorpresa que estaba relacionada con el álbum, no obstante no se trataba de la portada del disco. El 24 de julio de 2014 Minaj reveló la portada del segundo sencillo oficial de The Pinkprint en su cuenta de Instagram. La portada del sencillo fue viral después de ser revelada, e incluso, varios portales digitales y tiendas de música, censuraron el trasero de Minaj con una etiqueta de Parental Advisory: Explicit Content.
El 5 de agosto de 2014, el productor Polow da Don afirmó que el instrumental de «Anaconda» fue originalmente enviado a la rapera y música Missy Elliott, pero fue rechazada y regrabada por Minaj. Sin embargo, el 24 de agosto de 2014, Elliot reveló a sus fanes y seguidores vía Twitter que los comentarios de Polow eran falsos, adicionalmente alegando jamás haber recibido el supuesto instrumental.

## Música y composición
La canción ha sido considerada por algunos como una diss track en respuesta a «Baby Got Back», ya que mientras Sir Mix-a-Lot se enfoca en el cuerpo de una mujer y el placer que le da a él, Minaj rapea desde la perspectiva de la mujer anónima, y muestra cómo utiliza su físico californiano para beneficiarse y empoderarse. De acuerdo al ingeniero de sonido de Minaj, Aubry "Big Juice" Delaine, «Anaconda» tuvo 27 versiones diferentes a la primera. El equipo de producción Da Internz se encargó entonces de añadir la batería a la canción, que luego se envió para su mezcla y masterización, lo que la hizo "perfecta".

Esta canción está en una tonalidad de C# Phrygian, que es un tercer modo de la escala la mayor.

Musicalmente, «Anaconda» es una canción de hip hop, crunk, trap, dirty rap y pop rap. Esta canción está en una tonalidad de C# Phrygian con 124 latidos por minuto.

## Comentarios de la crítica
«Anaconda» recibió comentarios generalmente positivos por parte de los críticos de la música. Carolyn Menyes de Music Times  dio a la canción una crítica positiva, llamándola un poco "obscena" aunque era "de esperarse" y dijo: ""Anaconda" continúa con la promesa de Minaj de alejarse de sus sencillos con estilo pop tales como "Super Bass" y "Starships", y volver a su raíces de rap duro". Kory Grow de Rolling Stone elogió el uso de la muestra del tema «Baby Got Back» y dijo que la canción se mantuvo fiel a la temática de la original. Kevin Goddard de HotNewHipHop dijo "La nueva versión obscena de Nicki puede ser la próxima gran cosa para golpear la industria". Dan Reilly de Spin dijo: "La nueva versión obscena de Nicki puede ser la próxima gran cosa para golpear la industria". Amy Davidson de Digital Spy dio a la canción 3/5 estrellas y dijo que "Nicki está rompiendo barreras".
Sir Mix-a-Lot dijo que tiene un "nuevo nivel de respeto por Minaj" luego de escuchar la canción y que se convirtió en un "fan de por vida" de Minaj.
La canción apareció en la lista de fin de año de "Las 101 Mejores Canciones del 2014" de Spin, posicionándose en el #3 de 101 entradas siendo señalada por Spin como "más que una canción", es un "movimiento cultural". Minaj fue la única artista de hip-hop en hacer parte del top ten de la lista como artista principal. «Anaconda» también fue incluida en la posición #2 de la lista de las Mejores Canciones del 2014 de MTV.
A pesar de sus críticas positivas, la canción conllevó a también críticas negativas. The London Economic llamó la canción como "una de las peores canciones que hayan existido". Los críticos de National Review se refirieron a la canción como "degradante", asegurando que promueve la prostitución, la drogadicción y la inmoralidad a chicas jóvenes. Una ciudad en Israel prohibió la comercialización de la canción, también conciertos y eventos deportivos que conlleven la misma. Afirmaban que el registro es "violaciones de la dignidad de la mujer", fomentar "una cultura de violación, humillación de las mujeres" y "lleno de palabras racistas, insultos, sexismo y homofobia".

## Rendimiento comercial
En los Estados Unidos, la canción debutó en la tercera posición de la lista Digital Songs acumulando 141.000 descargas digitales en su primera semana. Adicionalmente al Minaj estar acreditada como intérprete principal en «Bang Bang» (canción que se encontraba ubicada en la segunda posición del mismo listado durante la misma semana), se convirtió en la primera artista en tener dos canciones principales en el top 3 de dicha lista desde Taylor Swift quien lo había hecho en la semana del 22 de septiembre de 2012. En el Billboard Hot 100, la canción debutó en la posición 19 anotando la 51.ª entrada de Minaj en el Hot 100, subsecuentemente rompiendo su empate con Michael Jackson en el raking de artistas con mayor cantidad de entradas en el gráfico estadounidense.
Para la semana del 6 de septiembre de 2014, «Anaconda» ascendió de la posición 39 al 2 en el Billboard Hot 100, convirtiéndose en la canción con mayor posición de Minaj en el gráfico, simultáneamente siendo su undécima entrada top 10. Fue bloqueado de la primera posición por el sencillo de Taylor Swift «Shake It Off», que entonces debutó en la primera posición del gráfico en la misma semana. Su salto a la segunda posición se debió principalmente al lanzamiento de su vídeo musical, que obtuvo 32.1 millones de transmisiones nacionales en su primera semana. La cantidad total de transmisiones hicieron escalar la canción de la posición 42 al 1 del Billboard Streaming Songs. «Anaconda» consiguió la suma de mayor cantidad de streaming generado desde Miley Cyrus con «Wrecking Ball» la cual recibió 36.5 millones durante la semana del 28 de septiembre de 2013. Adicionalmente, el escando de la posición 39 al 2 marcó el segundo mayor salto de todos los tiempos en el Top 40 del Hot 100 siendo superada únicamente por el sencillo «Boom Boom Pow» de the Black Eyed Peas el cual saltó de la posición 39 a la primera, durante la semana del 18 de abril de 2009. «Anaconda» fue certificada doble platino por la Recording Industry Association of America en noviembre de 2014 y vendió 1.3 millones de copias en los Estados Unidos hasta diciembre de 2014.

## Vídeo musical
El vídeo del sencillo fue grabado en Los Ángeles, California y dirigido por Colin Tilley y fue lanzado el 19 de agosto de 2014. El vídeo cuenta con un cameo del rapero Drake, y también rompió el récord VEVO (nacido en 2012 por la atención mediática de su video Stupid Hoe en Vevo) por más visitas en menos de 24 horas tras acumular 19.6 millones de visitas en su primer día de lanzamiento superando el vídeo de "Wrecking Ball" de Miley Cyrus. El 30 de agosto de 2014, exactamente once días tras de que "Anaconda" fuese lanzado, este ya había sobrepasado las 100 millones de visitas y había obtenido su VEVO Certified. En el año 2015 Taylor Swift sobrepasó el récord que mantenía Minaj con su vídeo "Bad Blood" el cual obtuvo 20.1 millones de visitas en su día de estreno. El vídeo fue nombrado también por VH1 como uno de los vídeos más sexys del 2014 .
La trama del vídeo comienza con Minaj y algunas bailarinas en una selva bailando twerking, también aparece en un gimnasio de temática selvático. El vídeo contiene escenas no aptas para menores de edad. En 2015 el vídeo superó los 2 millones de likes convirtiendo a Minaj en la primera rapera en lograr dicha cantidad de Likes, también el vídeo con más likes y un-likes por una rapera femenina. Para este mismo año, el vídeo ya había sobrepasado las 500 millones de visitas en VEVO.
Hasta el 3 de abril de 2021, el video ha ganado más de mil millones de visitas en Youtube, lo que convierte a Nicki Minaj en la primera rapera solista de la historia en hacerlo.  Billboard también nombró a "Anaconda" como el decimotercer video más grande de la década.

### Trama
El vídeo comienza con un escenario que recrea una jungla, donde Nicki Minaj aparece rodeada de otras mujeres, haciendo tomas a la vez de una serpiente acercándose a ellas. Cuando empieza a sonar la canción las bailarinas y Nicki empiezan a bailar twerking en distintas partes de la jungla. Mientras el vídeo avanza, se aprecian otros escenarios, como otro sitio con un fondo de color blanco donde las bailarinas y Nicki bailando twerking. El vídeo luego se remonta a un gimnasio en el medio de la jungla, donde se ve a Minaj alzar unas mini pesas con un bikini color rosa, representando a una entrenadora que ayuda a sus bailarinas en dicho gym. Otro de los escenarios muestra cocina en el medio de la jungla, donde sólo se puede observar a Nicki Minaj utilizando los diversos utensilios de cocina, frutas y crema batida.
El vídeo sigue en una laguna hirviendo mientras que Minaj posa en un traje de baño, y al finalizar el vídeo, el rapero Drake hace un cameo; en esta parte Nicki Minaj hace diversos movimientos de baile frente a él, hasta que Drake hace un ademán de tocarla y se retira ella, dejándola solo en la toma.

## Espectáculos en vivo
El 24 de agosto de 2014, Minaj interpretó por primera vez la canción en vivo en los MTV Video Music Awards 2014 . La actuación siguió a la interpretación individual de Ariana Grande de su sencillo " Break Free " y fue seguida por una actuación de Jessie J , Grande y el sencillo conjunto de Minaj " Bang Bang ".  El 9 de septiembre de 2014, Minaj interpretó la canción en vivo en Fashion Rocks . El 19 de septiembre de 2014, Minaj interpretó la canción en el Festival de Música iHeartRadio 2014 .El 9 de noviembre de 2014, Minaj realizó "Anaconda" en los MTV Europe Music Awards 2014 en un popurrí de tres canciones que incluye sus otras canciones " Super Bass " y " Bed of Lies " con Skylar Gray . Minaj ha interpretado la canción en The Pinkprint Tour y The Nicki World Tour. 

## Uso en los medios
La canción ha sido reproducida y referenciada varias veces en The Ellen Show , incluyendo a Ellen DeGeneres haciendo una parodia de video musical de la canción que se dio a conocer durante la aparición de Minaj en el programa en 2014.
The Fine Brothers lanzaron dos videos en su canal de YouTube de adolescentes reaccionando a "Anaconda", y ancianos reaccionando a "Anaconda". Más tarde hicieron una canción con las reacciones y la lanzaron para comprarla en iTunes .
La canción fue cantada brevemente por un grupo de conejitos en la película de 2016, Sing . Debido a la letra explícita de la canción, solo cantaban las líneas, "Oh, Dios mío. Mira su trasero". Se lanzó un remix de la línea en la versión de lujo de Sing: Original Motion Picture Soundtrack y se tituló "OH. MY. GOSH".
La canción se usó como la primera canción de “sincronización de labios para tu legado” en la tercera temporada de RuPaul's Drag Race: All Stars . Como los dos ganadores del desafío, los concursantes Aja y BenDeLaCreme se hicieron eco de la canción, con BenDeLaCreme ganador.

## Premios y nominaciones
| Año  | Premiación                       | Categoría                            | Resultado |
| ---- | -------------------------------- | ------------------------------------ | --------- |
| 2014 | VEVO Certified                   | 500 millones de reproducciones       | Ganador   |
| 2014 | VEVO Hot This Year Awards        | Vídeo del Año                        | Nominado  |
| 2014 | VEVO Hot This Year Awards        | Mejor Vídeo Hip hop                  | Ganador   |
| 2014 | VEVO Hot This Year Awards        | Mejor Vídeo Certificado              | Nominado  |
| 2015 | BET Awards                       | Vídeo del Año                        | Nominado  |
| 2015 | Billboard Music Awards           | Top Canción Rap                      | Nominado  |
| 2015 | BMI Urban Awards                 | Canción R&B/Hip hop más interpretada | Ganador   |
| 2015 | Premios Grammy                   | Mejor Canción Rap                    | Nominado  |
| 2015 | International Dance Music Awards | Mejor Pista Dance Rap/Hip hop/Trap   | Nominado  |
| 2015 | MP3 Music Awards                 | Premio RCD                           | Nominado  |
| 2015 | The Boombox Fan Choice Awards    | Vídeo Hip hop del Año                | Ganador   |
| 2015 | The Boombox Fan Choice Awards    | Canción Hip hop del Año              | Nominado  |
| 2015 | MTV Video Music Awards           | Mejor Vídeo Femenino                 | Nominado  |
| 2015 | MTV Video Music Awards           | Mejor Vídeo Hip hop                  | Ganador   |

## Posicionamiento en listas y certificaciones

### Listas semanales
| País                 | Lista                                 | Mejor posición |      |
| 2014                 | 2014                                  | 2014           | 2014 |
| -------------------- | ------------------------------------- | -------------- | ---- |
| Australia            | ARIA Singles Chart                    | 8              |      |
| Australia            | ARIA Urban Singles Charts             | 1              |      |
| Austria              | Ö3 Austria Top 40                     | 36             |      |
| Alemania             | Media Control Charts                  | 48             |      |
| Bélgica (Flandes)    | Ultratop 50                           | 22             |      |
| Bélgica (Flandes)    | Ultratop Urban                        | 3              |      |
| Bélgica (Valonia)    | Ultratop 50                           | 33             |      |
| Canadá               | Canadian Hot 100                      | 3              |      |
| Canadá               | Canadian Digital Songs                | 4              |      |
| Croacia              | Croatian Airplay Radio Chart          | 53             |      |
| Corea del Sur        | Gaon Download Chart                   | 80             |      |
| Dinamarca            | Tracklisten                           | 37             |      |
| Escocia              | Scottish Singles Chart Top 100        | 2              |      |
| Estados Unidos       | Hot Dance Club Songs                  | 22             |      |
| Estados Unidos       | Billboard Twitter Top Tracks          | 1              |      |
| Estados Unidos       | Digital Songs                         | 3              |      |
| Estados Unidos       | Billboard Hot 100                     | 2              |      |
| Estados Unidos       | Billboard Latin Airplay               | 34             |      |
| Estados Unidos       | Top 40 Mainstream                     | 21             |      |
| Estados Unidos       | Billboard R&B/Hip-Hop Airplay         | 22             |      |
| Estados Unidos       | Billboard R&B/Hip-Hop Digital Songs   | 1              |      |
| Estados Unidos       | Hot R&B/Hip-Hop Songs                 | 1              |      |
| Estados Unidos       | Billboard R&B/Hip-Hop Streaming Songs | 1              |      |
| Estados Unidos       | Radio Songs                           | 22             |      |
| Estados Unidos       | Billboard Hot Rap Songs               | 1              |      |
| Estados Unidos       | Billboard Rap Streaming Songs         | 1              |      |
| Estados Unidos       | Billboard Rhythmic Songs              | 4              |      |
| Eslovaquia           | Singles Digitál Top 100               | 29             |      |
| España               | Top 50 Canciones                      | 38             |      |
| Francia              | SNEP                                  | 38             |      |
| Irlanda              | Irish Singles Chart                   | 10             |      |
| Italia               | FIMI Singles Chart                    | 52             |      |
| México               | monitorLATINO - Anglo                 | 19             |      |
| Nueva Zelanda        | Recorded Music NZ                     | 9              |      |
| Países Bajos         | Dutch Top 40                          | 30             |      |
| Portugal             | AFP                                   | 39             |      |
| República Checa      | Singles Digitál Top 100               | 47             |      |
| República Dominicana | monitorLATINO - Anglo                 | 1              |      |
| Reino Unido          | UK Singles (Official Charts Company)  | 3              |      |
| Reino Unido          | UK R&B (Official Charts Company)      | 1              |      |
| Suecia               | Sverigetopplistan                     | 30             |      |
| Suiza                | Schweizer Hitparade                   | 55             |      |

|

### Certificaciones
| País                                                       | Organismo certificador | Certificación | Ventas  | Ref.   |
| ---------------------------------------------------------- | ---------------------- | ------------- | ------- | ------ |
| Australia                                                  | ARIA                   | 2× Platino    | 150 000 | [ 64 ] |
| Estados Unidos                                             | RIAA                   | 4× Platino ±  | 4 000   | [ 65 ] |
| Italia                                                     | FIMI                   | Oro           | 30 000  | [ 66 ] |
| Noruega                                                    | IFPI                   | Oro           | 8 000   | [ 67 ] |
| Nueva Zelanda                                              | RIANZ                  | Oro           | 9 000   | [ 68 ] |
| Reino Unido                                                | BPI                    | Oro ±         | 400 000 | [ 69 ] |
| Suecia                                                     | GLF                    | Oro           | 30 000  | [ 70 ] |
| (±) significa que la certificación puede incluir streaming |                        |               |         |        |

## Historial de lanzamientos
| País           | Fecha                | Formato (s)            | Etiqueta (s)                    |
| -------------- | -------------------- | ---------------------- | ------------------------------- |
| [ 71 ]         | 4 de agosto de 2014  | descarga digital       | Young Money Cash Money Republic |
| Estados Unidos | 12 de agosto de 2014 | Contemporary hit radio | Young Money Cash Money Republic |
| Estados Unidos | 12 de agosto de 2014 | Rhythmic contemporary  | Young Money Cash Money Republic |
| Reino Unido    | 5 de agosto de 2014  | descarga digital       | Young Money Cash Money Republic |